# Samsara (Alice)
| Recensione | Giudizio |
| ---------- | -------- |
| Ondarock   |          |

Samsara è il 18° album in studio di Alice, pubblicato nel 2012.

## Descrizione
Venne pubblicato dopo tre anni dal precedente album dal vivo e a quattordici dall'ultimo disco di inediti, Exit. L'album contiene nove brani inediti e tre cover: uno di Lucio Dalla (Il cielo), uno di Giuni Russo (A'cchiù bella, già proposta nel precedente cd live e qui in versione studio) e uno dei Califfi (Al mattino).
Il disco segna il ritorno di Franco Battiato come autore per Alice, in quanto non componeva una canzone appositamente per lei dal 1982, mentre per Tiziano Ferro si tratta del debutto, con due brani fra cui il singolo radiofonico Nata ieri che anticipa l'uscita del cd il 25 agosto 2012.
Mino Di Martino firma invece ben quattro brani, fra cui il brano d'apertura Morire d'amore ispirato e dedicato alla figura di Giovanna d'Arco.
Alice stessa firma due sole canzoni: Orientamento (secondo singolo, in radio dal 19 ottobre) e Sui giardini del mondo (quest'ultima insieme a Marco Pancaldi, chitarrista dei Bluvertigo), confermando così la sua intenzione, in questo lavoro, di voler essere prevalentemente interprete.
L'album riceve attenzione da parte della stampa nazionale e locale e infatti, nella prima settimana di vendita, debutta alla posizione numero dieci dei dischi più venduti in Italia.

## Tracce
1. Morire d'amore (Mino Di Martino)
2. Nata ieri (Tiziano Ferro)
3. Orientamento (Alice)
4. Eri con me (testo: Franco Battiato e Manlio Sgalambro – musica: Franco Battiato)
5. Un mondo a parte (Mino Di Martino)
6. Come il mare (testo: Edda Di Benedetto da Arthur Rimbaud (Une saison en enfer e Illuminations) – musica: Mino Di Martino)
7. Cambio casa (testo: Tiziano Ferro – musica: Tiziano Ferro e Michele Canova Iorfida)
8. Il cielo (testo: Gianfranco Baldazzi e Sergio Bardotti – musica: Lucio Dalla e Gianfranco Reverberi)
9. Sui giardini del mondo (testo: Alice – musica: Alice e Marco Pancaldi)
10. Autunno già (testo: Edda Di Benedetto da Arthur Rimbaud (Une saison en enfer) – musica: Edda Di Benedetto e Mino Di Martino)
11. 'A cchiù bella (testo: Totò – musica: Giuni Russo e Maria Antonietta Sisini)
12. Al mattino (testo: Franco Boldrini – musica: Michele Francesio)
13. Cambio casa – bonus track - Michele Canova Iorfida version

## Formazione
- Alice - voce
- Cantini Quartet - archi (1, 3, 5, 10, 11)
- Mino Di Martino - voce (5), tastiere e sintetizzatore (1, 6, 10), chitarre e basso (5)
- Marco Guarnerio - tastiere e sintetizzatore, chitarre e basso
- Steve Jansen - costruzione dei ritmi, tastiere e sintetizzatore
- Francesco Messina - tastiere e sintetizzatore
- Marco Pancaldi - chitarre e basso (9)
- Pino Pischetola - costruzione dei ritmi
- Alberto Tafuri - pianoforte (11), chitarre e basso (11), arrangiamento archi (1, 3, 5, 10, 11)